# Winjin' pom
Winjin' Pom est une série de marionnettes britannique en six épisodes, réalisée par Steve Bendelack en 1991. La série a été produite par Spitting Image. En France, elle a été diffusée sur Canal+ dans le cadre de l'émission pour enfants Canaille Peluche.

## Scénario
La série met en scène cinq animaux australiens (Adélaïde le wallaby, Darwin le wombat, Sydney l'autruche, Frazer la chauve-souris et Bruce l'araignée), tous membres du Club des Routards de Gullagaloona, qui sillonnent l'Angleterre à bord d'un vieux camping-car nommé le Winjin' Pom (ce nom est adapté d'une expression australienne péjorative désignant une personne d'origine Anglaise qui se plaint constamment de ce qu'il lui arrive). Doué d'une conscience propre, ce véhicule possède en outre des facultés peu communes, telles que la capacité de parler, de voler, de changer de taille, et de se rendre invisible ; ce qui serait fort utile si seulement Pom n'était pas en prime un éternel pessimiste qui passait son temps à s'apitoyer sur son sort, et à tout voir sous un angle négatif. Sans compter que les héros vont, à maintes reprises, se retrouver confrontés à deux gangsters idiots, les Jumeaux Corbeaux (en anglais Crow Twins), hommes de main incompétents du caïd de la pègre J.G. Chicago, un vautour sournois qui compte bien mettre la main sur le précieux camping-car pour son propre compte…

## Personnages principaux
Le Winjin' Pom : le camping-car des héros, un vieux véhicule cabossé qui dispose en outre de facultés spéciales, telle la capacité de voler, ou de se rendre invisible. Doué d'une conscience propre, Pom est un égocentrique, et un dépressif chronique qui passe son temps à se plaindre. Malgré tout, il a bon fond.
Adélaïde : une femelle wallaby vêtue d'une salopette rouge, leader non officiel du club ; c'est un vrai garçon manqué au caractère bien trempé, qui a la repartie facile.
Darwin : un wombat, grand amateur de poésie et de vieux films… Paresseux, empoté et naïf à souhait, il porte en permanence un pyjama et une robe de chambre, et se fait souvent réprimander par Adélaïde et Sydney.
Frazer : une chauve-souris frugivore (une roussette pour être précis) portant une veste en cuir noire et un tricot rouge. Gentil et détendu, c'est le membre le plus calme du groupe. Il est mordu de cricket et s'entend bien avec Bruce.
Sydney : une autruche. Élégamment vêtue et très coquette, elle est raffinée et un peu snob. En cas de danger, c'est généralement la première à se cacher la tête au fond de son seau de sable. Elle a, à plusieurs reprises, fait des apparitions dans l'émission Canaille Peluche sur Canal Plus, sous le pseudonyme de La Goulue. Cette émission a par ailleurs diffusé la série Winjin' Pom dans le cadre de sa programmation.
Bruce : une araignée débrouillarde, et aussi espiègle que venimeuse, qui voyage avec les héros. C'est le meilleur ami de Frazer.
Ronnie et Reggie, les Jumeaux Corbeaux : deux corbeaux gangsters, aussi vicieux que stupides. Reggie est supposément le plus « intelligent » des deux… Ils tentent par tous les moyens de voler le Winjin' Pom pour le compte de J.G., mais n'y parviennent jamais. Tout comme Sydney, les personnages de Ronnie et Reggie sont également connus en France sous les pseudonymes de Corbac et Corbec, les deux corbeaux crétins qui animèrent l'émission Canaille Peluche en compagnie de Philippe Dana.
J.G. Chicago : un vautour caïd de la pègre, riche et puissant. Paraplégique et grand amateur d'opéra, il rêve de s'emparer du Winjin' Pom, afin d'utiliser ses facultés spéciales pour s'enrichir encore plus.
Howard : une hyène pataude et obèse en chemise hawaïenne ; c'est l'homme de main et le larbin de J.G., qui le martyrise à tout bout de champ. Il est suggéré de façon plus ou moins évidente que Howard est homosexuel...

## Commentaire
En apparence destinée à la jeunesse, Winjin' Pom est en réalité une série fortement satirique, marquée par un ton acerbe, et incluant un bon nombre de thèmes adultes (notamment ceux du racisme, de la mafia et du crime organisé). Les dialogues de la version originale, remarquables par leur richesse, sont largement teintés d'une ironie à la limite du politiquement correct, et jouent volontiers avec les subtilités de la langue anglaise. La série tout entière se moque de plus ouvertement des stéréotypes Anglais et Australiens, à travers l'opposition entre le Winjin' Pom (censé représenter le britannique moyen) pessimiste et ronchon, et les cinq australiens courageux et enthousiastes.
La série comporte de nombreuses références au monde réel, comme par exemple l'inimitié latente qui subsiste encore de nos jours entre les Anglais de pure souche et ceux immigrés en Australie. Les noms des héros, de plus, sont soit des noms de villes australiennes (Adélaïde, Sydney), soit des noms de naturalistes célèbres (Darwin, Frazer) ayant vécu en Australie. Ronnie et Reggie, les Jumeaux Corbeaux (en Anglais « Crow Twins »), sont eux-mêmes une référence directe à deux véritables frères gangsters, les jumeaux Kray, qui sévirent à Londres au cours du XXe siècle.
Les six épisodes de la série ont en outre été produits par Spitting Image, une émission de télévision satirique très populaire outre-Manche, qui mettait en scène des marionnettes similaires pour se moquer des personnalités politiques du Royaume-Uni. En France, cette émission a directement inspiré les créateurs des Guignols de l'Info.